# Rodolfo Gabrielli di Montevecchio
Rodolfo Gabrielli, conte di Montevecchio (Fano, 15 marzo 1802 – Balaklava, 12 ottobre 1855), è stato un generale italiano, che combatté durante la Prima guerra d'indipendenza e la Guerra di Crimea.

## Biografia
Nacque a Fano, nel palazzo oggi noto come Saladini-Ferri, in piazza Antonio Costanzi, dal conte Antonio, suddito pontificio ma ciambellano del Re di Sardegna, e dalla torinese Barbara Richelmy dei conti di Boyl. I conti di Montevecchio (dal 1804 anche duchi di Ferentillo e principi di Umbriano), erano un ramo dei Gabrielli di Gubbio, stabilitosi a Fano sin dal XV secolo. Aveva un fratello, il conte Rinaldo di Montevecchio, con il quale intrattenne durante tutta la vita una fitta corrispondenza epistolare.
Rimasto orfano di padre nel 1810, Rodolfo studiò presso il seminario di Senigallia e in quello di Pesaro. Risoluto tuttavia a seguire, come il padre, che aveva servito sotto Vittorio Amedeo III di Savoia, la carriera delle armi, entrò nel 1816 alla Reale Accademia Militare di Torino, uscendone nel 1818 col grado di sottotenente.
Assegnato al Reggimento "Nizza Cavalleria", vi percorse i primi gradi della carriera (nel 1827 era luogotenente, nel 1831 capitano aiutante maggiore). Esperto cavaliere, nel 1840 fu incaricato di cercare nuovi e migliori cavalli per l'esercito, visitando così vari Stati tedeschi tra cui l'Hannover, l'Holstein, la Prussia, la Baviera, oltre al Tirolo, e studiandovi le tecniche di cavalleria.

### Prima guerra d'indipendenza
Il 21 ottobre 1843, promosso maggiore, passò in Piemonte Reale Cavalleria, partecipando nelle file di questo reggimento a tutte le battaglie della prima guerra di indipendenza: Pastrengo (30 aprile 1848), Santa Lucia (6 maggio 1848), Goito (30 maggio 1848), Sommacampagna (24 luglio 1848), Godesco (30 luglio 1848) e Milano (4 agosto 1848). In particolare, nella battaglia di Santa Lucia Montevecchio dette prova esemplare di calma e coraggio, meritandosi la menzione onorevole, poi tramutata in medaglia di bronzo al valor militare, e ricevendo da Carlo Alberto la croce dell'Ordine Mauriziano, della quale era già stato decorato il padre.
Il 16 novembre del 1848, nominato colonnello, assunse il comando del Piemonte Reale Cavalleria. Nella battaglia della Sforzesca, il 21 marzo 1849, Montevecchio si distinse resistendo prima agli Austriaci, superiori per numero e per mezzi, e poi lanciando, benché ferito a una guancia, ripetute cariche contro il nemico. Per queste azioni fu decorato sul campo dallo stesso Re con la medaglia d'argento al valor militare, e il 21 marzo fu scelta come data della festa del reggimento Piemonte Reale. La partecipazione del colonnello Montevecchio alla prima guerra d'indipendenza si chiuse con la battaglia di Novara (23 marzo 1849), la brumal Novara che portò all'abdicazione di re Carlo Alberto.

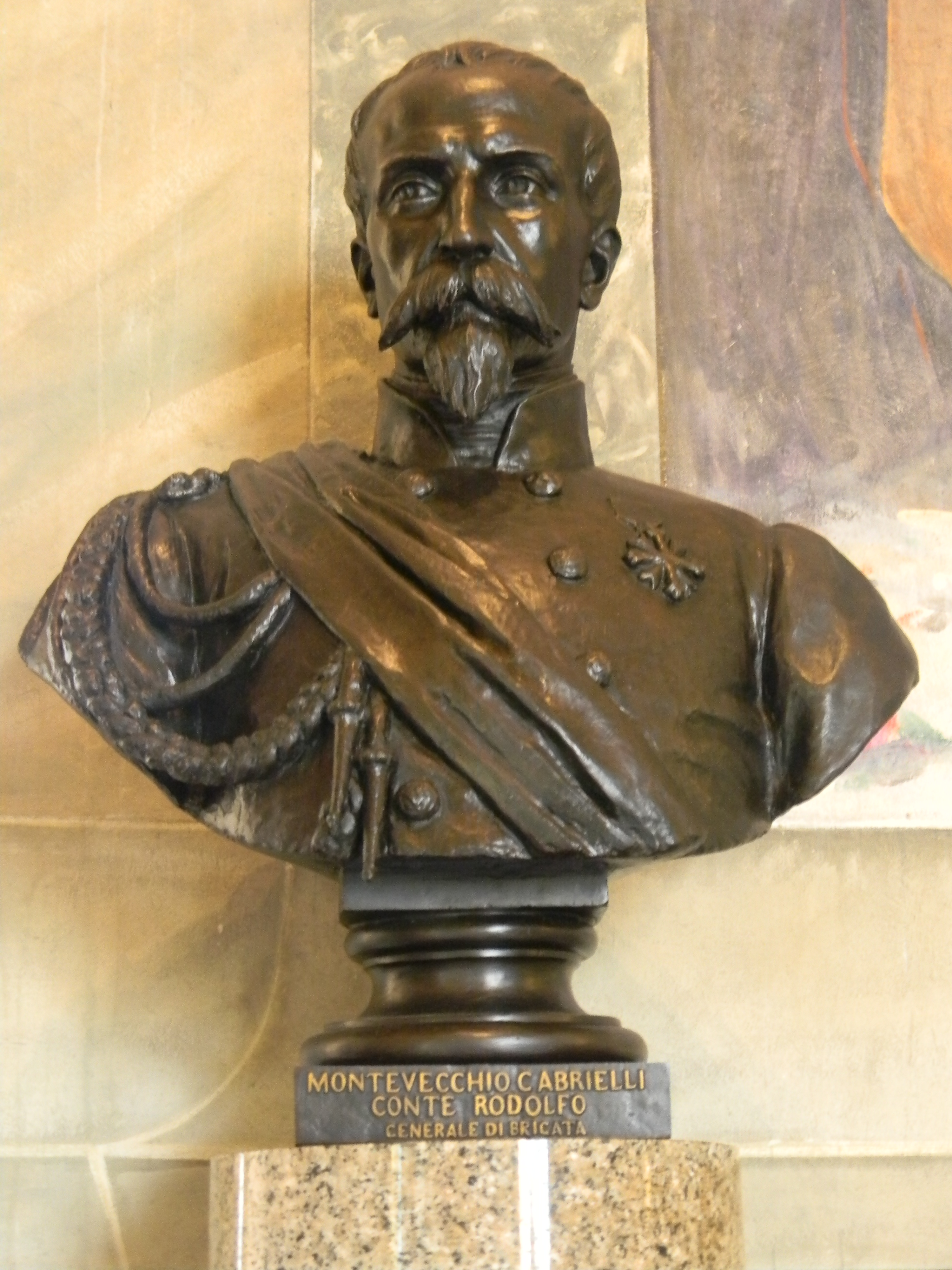
Busto commemorativo.
Torre Monumentale, San Martino della Battaglia.

### Guerra di Crimea
In seguito alla conclusione della prima guerra di indipendenza, fu incaricato da re Vittorio Emanuele II di ammodernare e riformare la cavalleria sabauda. Furono tanti l'impegno e la competenza profusi in questo compito che quando nel 1855 Camillo Cavour dichiarò guerra alla Russia per lanciare il Piemonte nel grande gioco politico europeo, il generale Alfonso La Marmora, posto a capo del costituito Corpo di Spedizione Sardo in Crimea, decise di affidarne a Montevecchio il comando della 4ª brigata provvisoria (le altre tre furono affidate a Giorgio Ansaldi, Manfredo Fanti, Enrico Cialdini e Filiberto Mollard). Ai primi di agosto, già arrivato in Crimea, fu promosso maggior generale.
La mattina del 16 agosto 1855 i Russi attaccarono l'avanguardia piemontese per occupare le alture della Cernaia: era l'inizio dell'omonima battaglia. Il generale Gabrielli di Montevecchio era alla testa della seconda legione e stava caricando il nemico, quando fu disarcionato perché una palla di fucile gli uccise il cavallo; subito tuttavia ne montò un altro e tornò nella mischia. Agli ufficiali subalterni, che gli consigliavano di non esporsi così apertamente al fuoco nemico rispose che: «Un soldato piemontese non indietreggia mai… Avanti!». Mentre guidava i suoi all'assalto, un'altra pallottola lo colpì al petto e gli trapassò il polmone sinistro. Raccolto e soccorso, venne trasportato all'ospedale da campo dove immediatamente lo raggiunse La Marmora per confortarlo. Qua, conscio della prossima fine, rispose: «Muoio contento, oggi, giorno di gloria per le nostre armi; muoio come vissi, per servire il Re e la Patria!».
Tuttavia non morì e fu trasportato all'ospedale di Balaklava, dove le sue condizioni apparvero però subito gravi, peggiorando lentamente e tra gravi sofferenze. Il 28 settembre giunsero a Montevecchio gli auguri di Vittorio Emanuele II uniti alla nomina a commendatore dell'Ordine Militare di Savoia.

### Morte in combattimento
Morì il 12 ottobre, nella tenda dell'ospedale da campo, stringendo la mano al generale Enrico Cialdini giunto a porgergli l'estremo saluto. Volle che la divisa indossata il giorno della battaglia fosse consegnata al Piemonte Reale Cavalleria, a ricordo delle battaglie risorgimentali condotte alla guida del reggimento.
Dopo le esequie solenni a cui parteciparono gli stati maggiori degli eserciti alleati, il suo corpo fu tumulato presso la Marina in un apposito sacrario, di fronte al Mar Nero, assieme ai generali Alessandro La Marmora e Giorgio Ansaldi e al capitano Carlo Alberto Asinari di San Marzano, in località Osservatorio dei Sardi. Un'iscrizione sul sacrario stesso diceva: «Qui giace il Generale / Rodolfo Gabrielli di Montevecchio / colpito da mortale ferita / combattendo alle sponde della Cernaia / il XVI Agosto MDCCCLV. / Moriva dopo lunga e penosa agonia / esempio di rassegnazione / come lo era stato di valore / il XII Ottobre MDCCCLV».
Nel 1911, nell'ambito delle celebrazioni del cinquantenario dell'Unità d'Italia e grazie ad una sottoscrizione popolare, la salma di Rodolfo Montevecchio, insieme a quella di Alessandro La Marmora, fu esumata e ricondotta in Italia a bordo dell'incrociatore protetto Agordat. Trasportata a Fano, dopo solenni onoranze, fu quindi tumulata nel Famedio del cimitero di quella città.

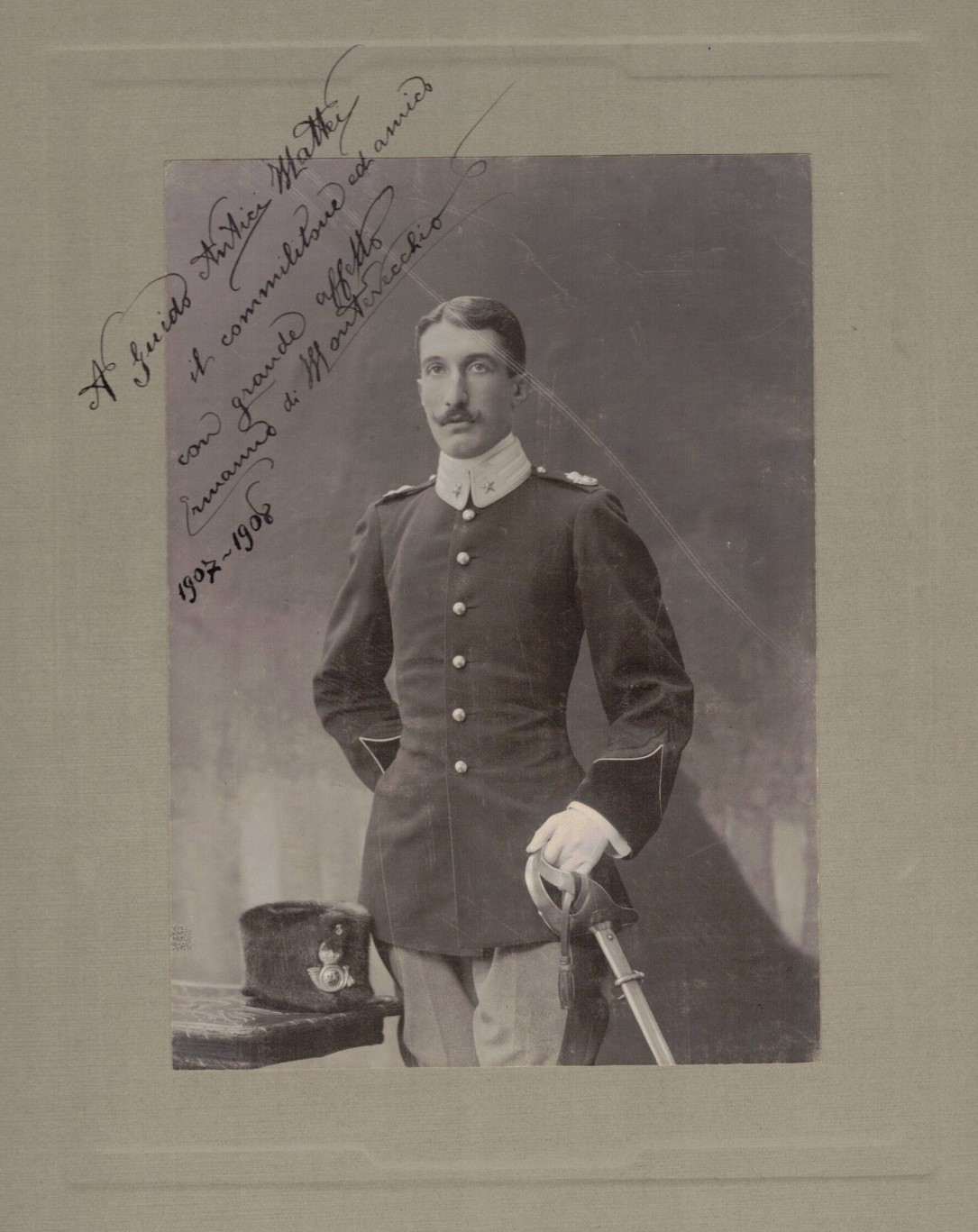
Ermanno di Montevecchio (1885-1948), anch'egli ufficiale di cavalleria (23º Reggimento Cavalleggeri Umberto I), rappresentò la famiglia durante le operazioni di esumazione e rimpatrio della salma dalla Crimea.

### Fama postuma
La morte del generale Montevecchio, valoroso combattente della prima guerra d'indipendenza e "prima gloriosa vittima dei patti che, riaffermati a Plombières, prelusero all'italica redenzione" (così recita la lapide apposta sulla facciata della sua casa natale) ebbe vasta risonanza pubblica. La vita di colui che aveva scelto di combattere per una patria non sua in nome di ideali di grandezza nazionale, e che aveva trovato la morte in una terra lontana, fu esaltata quale modello di dedizione agli ideali del Risorgimento. Alla sua memoria furono dedicate caserme e strade nel Regno di Sardegna e, dopo l'Unità, in varie città della penisola italica, tra cui Roma. Su iniziativa di Vittorio Emanuele II, Montevecchio fu decorato, a titolo postumo, della Croce di Grande ufficiale dell'Ordine Militare di Savoia (28 novembre 1855).

### Tributi
Il generale Rodolfo di Montevecchio fu rappresentato da Gerolamo Induno nel suo quadro La battaglia della Cernaia (realizzato nel 1857, oggi di proprietà della Fondazione Cariplo ed esposto nella sede milanese delle Gallerie d'Italia) mentre, ferito a morte, è trasportato dai suoi soldati.
Gli fu anche dedicata una varietà di camelia (Camellia japonica), nota con il nome di Général Montevecchio. La varietà, a fiori embricati di colore rosa striato di bianco, è registrata nei cataloghi van Houtte (1858), van Geert (1863-1864), e Mercatelli (1881).